# Laura Roge

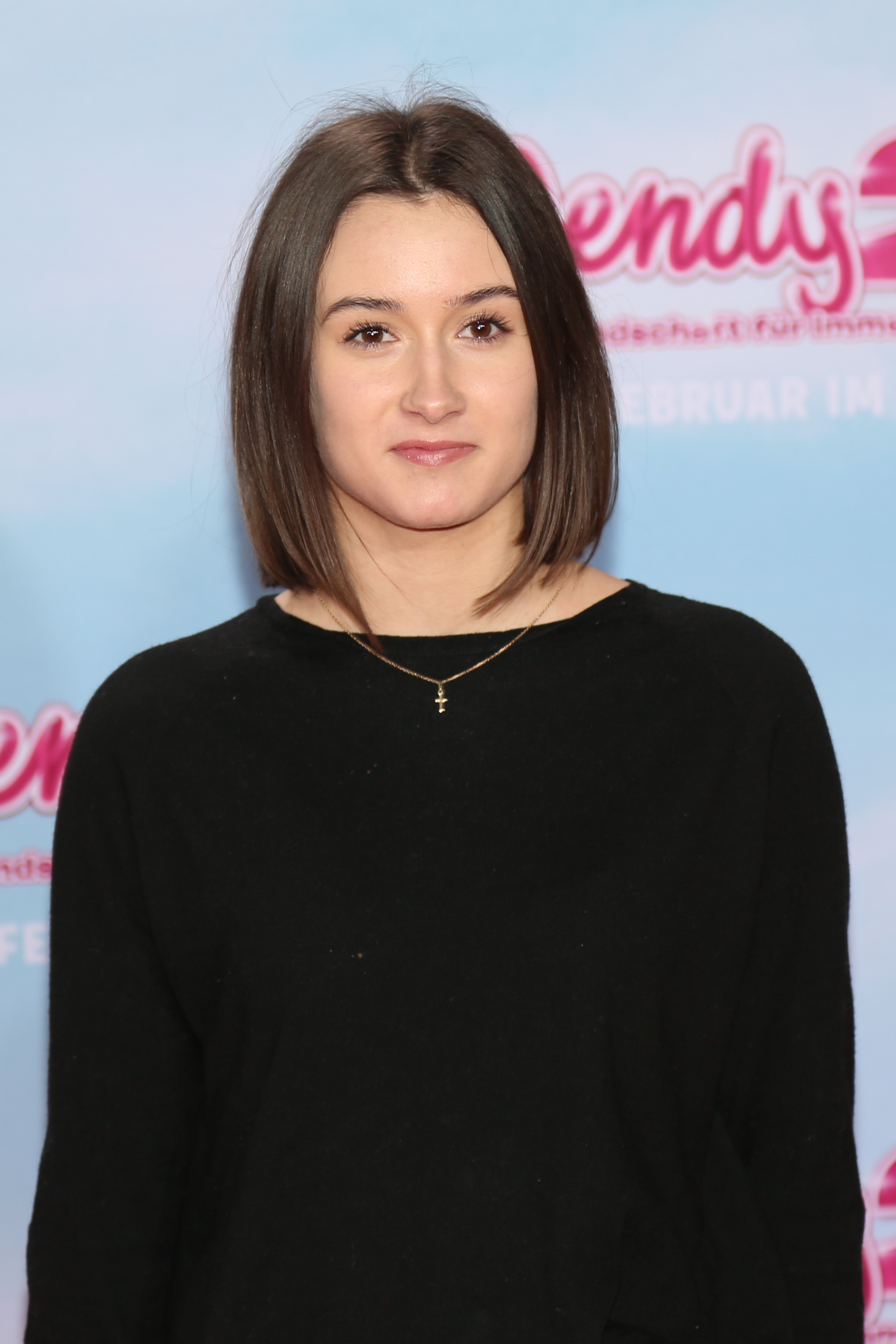
Laura Roge, 2018

Laura Antonia Roge (* 11. Januar 1998 in Göttingen) ist eine deutsche Schauspielerin.

## Werdegang
Roge ist seit ihrem zehnten Lebensjahr als Schauspielerin aktiv. Sie wurde 2012 durch ihre Hauptrolle als Dakaria Tepes in dem Fantasyfilm Die Vampirschwestern bekannt.
Neben ihrer Schauspielkarriere betreibt Roge Rhythmische Sportgymnastik im TSV Bayer 04 Leverkusen und wurde 2011 Deutsche Meisterin (Ball) und Vizemeisterin (Keule) ihrer Altersklasse.

## Filmografie
- 2008: Plötzlich Millionär (Fernsehfilm)
- 2010: Kommissar Stolberg: Zwischen den Welten (Fernsehfilm)
- 2011: Neue Chance zum Glück (Fernsehfilm)
- 2012: Die Vampirschwestern
- 2014: Die Vampirschwestern 2 – Fledermäuse im Bauch
- 2015: Die Ratte (Kurzfilm)
- 2016: Die Vampirschwestern 3 – Reise nach Transsilvanien
- 2022: Mach’s Licht aus! (Kurzfilm)